# Vladimir Vladimirov
Pour les articles homonymes, voir Vladimirov.
Vladimir Mikhaïlovitch Vladimirov (en russe : Владимир Михайлович Владимиров) (6 juillet 1886 à Kourilovo, Gouvernement de Vladimir, Empire russe – 13 novembre 1969 à Moscou) est un peintre et architecte russe. Impressionniste russe, sorti de l'Académie d'art et d'industrie Stroganov il est l'auteur de nombreux paysages du Nord de la Russie, de Crimée, d'Arménie, et des maisons de campagne de Géorgie.